# Championnat National
Championnat National (oficjalnie Championnat de France de football National) – trzecia w hierarchii klasa męskich ligowych rozgrywek piłkarskich we Francji, będąca jednocześnie trzecim szczeblem centralnym (III poziom ligowy), utworzona w 1936 r. i zarządzana przez Francuski Związek Piłki Nożnej (FFF). Zmagania w jej ramach toczą się cyklicznie (co sezon) systemem kołowym „jesień-wiosna” i przeznaczone są dla 18 profesjonalnych lub półprofesjonalnych drużyn klubowych. Jej triumfator oraz dwa kolejne zespoły w końcowej tabeli uzyskują awans do Ligue 2, zaś cztery najsłabsze ekipy relegowane są do Championnat National 2 (IV ligi francuskiej). Drużyny, które spadły do Championnat National, mają dwa lata na powrót do Ligue 2, ponieważ wtedy mogą stracić status klubu zawodowego. Ta reguła powoduje, że w Championnat National występują zarówno zespoły klubów profesjonalnych, jak i półprofesjonalnych.

## Lista triumfatorów
Division Régionale (1936–1937)
| Sezon     | Zespół   |
| --------- | -------- |
| 1936/1937 | RC Arras |

Division Nationale (1948–1971)
| Sezon     | Zespół    |
| --------- | --------- |
| 1970/1971 | FC Nantes |

Division 3 (1971–1993)
| Sezon     | Zespół                     |
| --------- | -------------------------- |
| 1971/1972 | AS Nancy B                 |
| 1972/1973 | CS Vittel                  |
| 1973/1974 | FC Nantes B                |
| 1974/1975 | SC Bastia B                |
| 1975/1976 | US Nœux-les-Mines          |
| 1976/1977 | AS Saint-Étienne B         |
| 1977/1978 | FC Sochaux B               |
| 1978/1979 | INF Vichy                  |
| 1979/1980 | AS Saint-Étienne B         |
| 1980/1981 | Pierrots Vauban Strasbourg |
| 1981/1982 | Pierrots Vauban Strasbourg |
| 1982/1983 | Toulouse FC B              |
| 1983/1984 | AJ Auxerre B               |
| 1984/1985 | OGC Nice B                 |
| 1985/1986 | AJ Auxerre B               |
| 1986/1987 | FC Sochaux B               |
| 1987/1988 | AJ Auxerre B               |
| 1988/1989 | OGC Nice B                 |
| 1989/1990 | AJ Auxerre B               |
| 1990/1991 | CS Sedan                   |
| 1991/1992 | AJ Auxerre B               |
| 1992/1993 | Olympique Lyon B           |

National 1 (1993–1997)
| Sezon     | Zespół              |
| --------- | ------------------- |
| 1993/1994 | LB Châteauroux      |
| 1994/1995 | FC Lorient          |
| 1995/1996 | Sporting Toulon Var |
| 1996/1997 | Nîmes Olympique     |

National (od 1997)
| Sezon     | Zespół                   |
| --------- | ------------------------ |
| 1997/1998 | AC Ajaccio               |
| 1998/1999 | CS Louhans-Cuiseaux      |
| 1999/2000 | AS Beauvais              |
| 2000/2001 | Grenoble Foot 38         |
| 2001/2002 | Clermont Foot            |
| 2002/2003 | Besançon RC              |
| 2003/2004 | Stade de Reims           |
| 2004/2005 | Valenciennes FC          |
| 2005/2006 | Chamois Niortais FC      |
| 2006/2007 | Clermont Foot            |
| 2007/2008 | Vannes OC                |
| 2008/2009 | FC Istres                |
| 2009/2010 | Évian Thonon Gaillard FC |
| 2010/2011 | SC Bastia                |
| 2011/2012 | Nîmes Olympique          |
| 2012/2013 | US Créteil-Lusitanos     |
| 2013/2014 | US Orléans LF            |
| 2014/2015 | Red Star FC              |
| 2015/2016 | RC Strasbourg            |
| 2016/2017 | LB Châteauroux           |
| 2017/2018 | Red Star FC              |
| 2018/2019 | Rodez AF                 |
| 2019/2020 | Pau FC                   |
| 2020/2021 | SC Bastia                |
| 2021/2022 | Stade Lavallois          |
| 2022/2023 | US Concarneau            |
| 2023/2024 | Red Star FC              |